# Dordives
Dordives és un municipi francès, situat al departament del Loiret i a la regió de Centre – Vall del Loira. L'any 2007 tenia 2.829 habitants.

## Demografia

### Població
El 2007 la població de fet de Dordives era de 2.829 persones. Hi havia 1.089 famílies, de les quals 269 eren unipersonals (103 homes vivint sols i 166 dones vivint soles), 448 parelles sense fills, 317 parelles amb fills i 55 famílies monoparentals amb fills.
La població ha evolucionat segons el següent gràfic:
Habitants censats

### Habitatges
El 2007 hi havia 1.389 habitatges, 1.126 eren l'habitatge principal de la família, 165 eren segones residències i 98 estaven desocupats. 1.295 eren cases i 76 eren apartaments. Dels 1.126 habitatges principals, 931 estaven ocupats pels seus propietaris, 173 estaven llogats i ocupats pels llogaters i 22 estaven cedits a títol gratuït; 17 tenien una cambra, 60 en tenien dues, 282 en tenien tres, 315 en tenien quatre i 452 en tenien cinc o més. 843 habitatges disposaven pel capbaix d'una plaça de pàrquing. A 529 habitatges hi havia un automòbil i a 459 n'hi havia dos o més.

### Piràmide de població
La piràmide de població per edats i sexe el 2009 era:
| Homes | Edats   | Dones |
| ----- | ------- | ----- |
| 0     | 95 o +  | 8     |
| 16    | 90 a 94 | 28    |
| 24    | 85 a 89 | 68    |
| 40    | 80 a 84 | 40    |
| 76    | 75 a 79 | 96    |
| 68    | 70 a 74 | 80    |
| 76    | 65 a 69 | 72    |
| 88    | 60 a 64 | 68    |
| 72    | 55 a 59 | 76    |
| 108   | 50 a 54 | 100   |
| 84    | 45 a 49 | 60    |
| 72    | 40 a 44 | 60    |
| 100   | 35 a 39 | 84    |
| 64    | 30 a 34 | 60    |
| 72    | 25 a 29 | 64    |
| 52    | 20 a 24 | 60    |
| 84    | 15 a 19 | 96    |
| 92    | 10 a 14 | 76    |
| 64    | 5 a 9   | 56    |
| 64    | 0 a 4   | 32    |

## Economia
El 2007 la població en edat de treballar era de 1.655 persones, 1.158 eren actives i 497 eren inactives. De les 1.158 persones actives 1.048 estaven ocupades (575 homes i 473 dones) i 109 estaven aturades (35 homes i 74 dones). De les 497 persones inactives 209 estaven jubilades, 125 estaven estudiant i 163 estaven classificades com a «altres inactius».

### Ingressos
El 2009 a Dordives hi havia 1.170 unitats fiscals que integraven 2.785,5 persones, la mediana anual d'ingressos fiscals per persona era de 18.817 €.

### Activitats econòmiques
Dels 140 establiments que hi havia el 2007, 1 era d'una empresa extractiva, 2 d'empreses alimentàries, 7 d'empreses de fabricació d'altres productes industrials, 25 d'empreses de construcció, 44 d'empreses de comerç i reparació d'automòbils, 7 d'empreses de transport, 11 d'empreses d'hostatgeria i restauració, 2 d'empreses d'informació i comunicació, 3 d'empreses financeres, 4 d'empreses immobiliàries, 15 d'empreses de serveis, 13 d'entitats de l'administració pública i 6 d'empreses classificades com a «altres activitats de serveis».
Dels 49 establiments de servei als particulars que hi havia el 2009, 1 era una oficina de correu, 2 oficines bancàries, 7 tallers de reparació d'automòbils i de material agrícola, 2 tallers d'inspecció tècnica de vehicles, 1 autoescola, 2 paletes, 3 guixaires pintors, 6 fusteries, 9 lampisteries, 2 electricistes, 1 empresa de construcció, 3 perruqueries, 7 restaurants, 2 agències immobiliàries i 1 saló de bellesa.
Dels 12 establiments comercials que hi havia el 2009, 1 era un hipermercat, 1 un supermercat, 1 una gran superfície de material de bricolatge, 1 una botiga de més de 120 m², 2 fleques, 1 una fleca, 2 llibreries, 1 una botiga de mobles i 2 floristeries.
L'any 2000 a Dordives hi havia 6 explotacions agrícoles.

## Equipaments sanitaris i escolars
L'únic equipament sanitari que hi havia el 2009 era una farmàcia.
El 2009 hi havia 1 escola maternal i 1 escola elemental.

## Poblacions properes
El següent diagrama mostra les poblacions més properes.